# Gyrophaena sculptipennis
Gyrophaena sculptipennis är en skalbaggsart som beskrevs av Thomas Casey 1906. Gyrophaena sculptipennis ingår i släktet Gyrophaena och familjen kortvingar. Inga underarter finns listade i Catalogue of Life.